# Vještina (album)
Vještina je album Massima Savića objavljen 6. prosinca 2004. godine.
Dugoočekivani album Massima Savića kolekcija je obrada bezvremenih ljubavnih pjesama na kojem se nalaze pjesme Bacila je sve niz rijeku, Stine Zdenka Runjića, Ne plači Arsena Dedića, Sjaj u tami Dorian Gray, Gibonnijev Libar i drugi evergreeni hrvatske glazbene scene. Produkciju i aranžmane potpisuje Ivan Popeskić, a urednik izdanja je Dražen Turina – Šajeta. 

## Popis pjesama
- Bacila je sve niz rijeku
- Stranac u noći (feat. Nina Badrić)
- Loše vino
- Libar
- Sjaj u tami
- Ne plači
- Stine
- Gracija
- Moja voda
- Tajna vještina
- Razlog

bonus tracks:
- Odjednom ti (s Meritas)
- Gdje je ljubav?
- Sjaj u tami